# 大埔老县城
大埔老县城，位于中国广东省梅州市大埔县茶阳茶阳街，为梅州市大埔县的一个县级文物保护单位，类型为古建筑，公布时间为1985年4月。
大埔老县城的历史年代为明代。